# Straßenfahrzeug
Ein Straßenfahrzeug ist ein Landfahrzeug, das vorrangig für den Betrieb auf Straßen vorgesehen ist. Charakteristisch für alle Straßenfahrzeuge ist, dass sie auf der befahrenen Unterlage mit Hilfe der Haftreibung ihre Fahrtrichtung beibehalten oder ändern können und dafür keine Gleise benötigen.
Straßenfahrzeuge lassen sich gliedern in:
- muskelkraftbetriebene Fahrzeuge, z. B. ein Fahrrad, Longboard oder ein Pferdefuhrwerk
- windkraftbetriebene Fahrzeuge, z. B. Segelwagen (ohne relevante Bedeutung, nur der Vollständigkeit halber aufgeführt)
- schwerkraftbetriebene Fahrzeuge: Seifenkiste, Bobby-Car, Bergmönch (Bergab-Roller)
- mit Motor betriebene Fahrzeuge: Kraftfahrzeuge (Automobil, motorisierte Zweiräder, Zugmaschine)[1]

Die Liste von Verkehrsmitteln enthält weitere nach Antriebsart unterteilte Straßenfahrzeuge.

## Legaldefinition
Die bestehenden Legaldefinitionen für Straßenfahrzeuge zielen einzig auf die Benutzung von Fahrzeugen im öffentlichen Straßenverkehr ab.
Die Bauart der zum Betrieb auf öffentlichen Straßen zugelassenen Fahrzeuge wird
- in Deutschland durch die Straßenverkehrs-Zulassungs-Ordnung (StVZO)
- in der Schweiz durch die Verordnung über die technischen Anforderungen an Strassenfahrzeuge (VTS) und
- in Österreich durch das Kraftfahrgesetz (KFG)[2]

geregelt.